# İnşaatçılar (métro de Bakou)
İnşaatçılar est une station de métro azerbaïdjanaise de la ligne 2 du métro de Bakou, située rue A.M. Sharifzade, district Yasamal de la ville de Bakou.
Elle est mise en service en 1985.

## Situation sur le réseau
Établie en souterrain, la station İnşaatçılar est située sur la ligne 2 du métro de Bakou, entre les stations Elmlər Akademiyası, en direction de Xətai, et 20 Yanvar, en direction de Dərnəgül.

## Histoire
La station İnşaatçılar, réalisée par les architectes Z.İ. Guliyeva et O.Y. Shıkhaliyev, est mise en service le 31 décembre 1985.